# Gran Hungría

Bandera de Hungría

Gran Hungría (en húngaro: Nagy-Magyarország) fue una política oficial del Estado húngaro entre las dos guerras mundiales, luego de que el Tratado de Trianon en 1920 despojase al reino de más del 70% de sus territorios, otorgándoselos a las naciones vecinas de Austria, Checoslovaquia, Polonia, Reino de los Serbios, Croatas y Eslovenos y Rumania. La derrota en la Primera Guerra Mundial trajo consigo consecuencias como el hecho de que aproximadamente 3,3 millones de húngaros quedaron allende las nuevas fronteras, y algunas ciudades húngaras fueron divididas por la mitad, quedando cada parte en un país diferente. Sin embargo, para los rumanos, eslovacos y serbios el fin de la Primera Guerra Mundial trajo consigo la libertad política y cultural que les fue prohibida durante el período de dominación austrohúngara.
Durante la regencia de Miklós Horthy se llevó, pues, esta política, con la que se buscaba brindar apoyo a los húngaros fuera de la nación y consuelo a aquellos que aún la habitaban. Durante la Segunda Guerra Mundial esta política fue llevada a cabo a través de cambios territoriales decididos por la Alemania Nazi, pero al finalizar la guerra se restablecieron las fronteras del período de entreguerras.

## Era actual

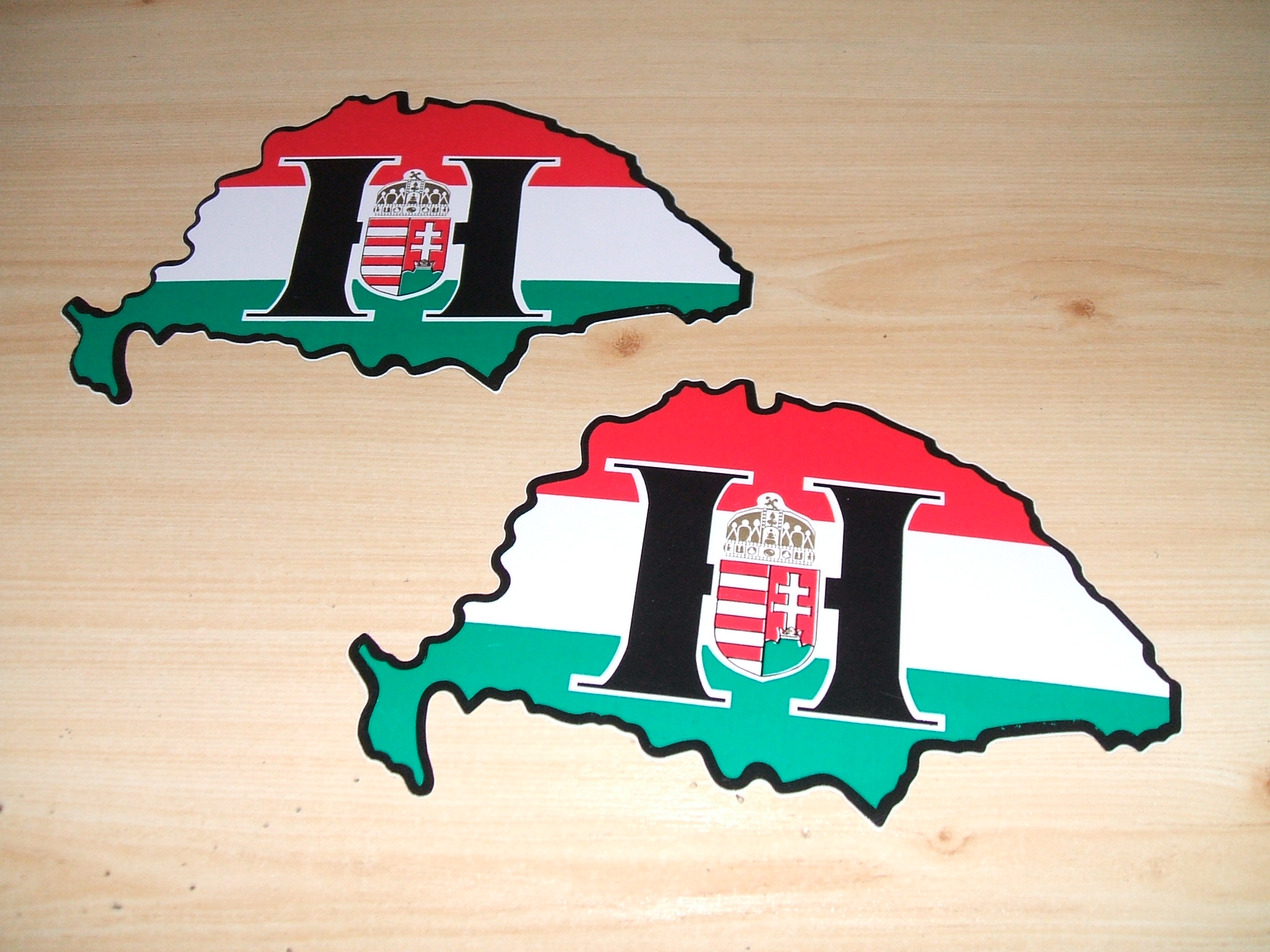
La imagen de Gran Hungría, vendida como alfombrilla de ratón.

Mucha gente opina que el Tratado de Trianon significó una liberación para las naciones que vivían dentro del Imperio Austrohúngaro. Sin embargo, la opinión pública húngara piensa que el Tratado de Trianon no fue la solución justa para las nacionalidades que vivían bajo la monarquía austrohúngara, especialmente para los húngaros. En la opinión de los irredentistas, Hungría fue despojada del 70% de su territorio oficial que dominó durante casi un milenio, desde la fundación del Estado cristiano.

### Disputa sobre Transilvania
Sin embargo, después de la derrota húngara frente al Imperio Otomano, en la Batalla de Mohács de 1526, el Reino de Hungría quedó dividido en tres partes: una bajo el control austríaco, otra bajo dominio turco y la tercera parte fue la región de Transilvania, que se convirtió en un Estado autónomo con el nombre de Principado de Transilvania, vasallo del Imperio otomano. Después de la Paz de Karlowitz de 1699, Transilvania quedó en manos de los Habsburgos, si bien existía también una nobleza húngara, sícula y sajona.
Transilvania fue a lo largo de su historia un Estado multicultural, donde, sin embargo, la población más antigua y numerosa, la población rumana, fue discriminada por las tres naciones minoritarias que tenían el poder político después de la Unio Trium Nationum, es decir, la húngara, sícula y sajona. Algunos rumanos de Transilvania pasaron los Cárpatos para asentarse en Valaquia y Moldavia, donde gozaban de más libertad política y religiosa. Posteriormente, los censos del siglo XIX muestran que la mayoría de la población de Transilvania seguía siendo rumana.
Cabe destacar que, durante la invasión turca a Europa, que acabó con la resistencia húngara en 1526, el Principado independiente de Transilvania fue gobernado por Señores y Príncipes transilvanos de habla e identificación cultural húngara, los cuales protegieron y velaron por la supervivencia de la cultura húngara durante 170 años, hasta que Transilvania fue liberada de los turcos, solo para ser ocupada por los austríacos en 1699. Hungría no pudo liberarse del yugo austríaco hasta 1919, luego de haber llevado incontables guerras de independencia y haber logrado "el Acuerdo" en 1867, donde Austria le reconocía un parlamento a Hungría y se creaba la monarquía dual.

### Objetivos actuales
Organizaciones irredentistas quieren cambiar las fronteras y crear una Gran Hungría. Esto es en opinión de muchos innecesario, al considerar la situación actual de la Unión Europea y su libre tránsito de fronteras. Quizás el problema más grande es que los irredentistas exigen la devolución de territorios de los países europeos Austria (la región de Burgenland), las dos terceras partes de Croacia, Serbia (la región de Voivodina), Rumania (la región de Transilvania) y Eslovaquia (el país entero), que Hungría perdió después de la Primera Guerra Mundial.